# William Leonard D’Mello
William Leonard D’Mello (n. 24 martie 1931, Cascia, Mangalore, Karnataka, India – d. 19 iulie 2011, Mangalore) a fost un teolog romano-catolic și episcop de Karwar.